# Mòng biển đầu nâu
Chroicocephalus brunnicephalus (tên tiếng Anh: Mòng biển đầu nâu) là một loài chim trong họ Laridae. Chúng phân bố ở khắp vùng Trung Á từ Turkmenistan tới Mông Cổ. Đây là di cư, trú đông trên bờ biển và các hồ nội địa lớn của vùng nhiệt đới Nam Á.
Giống như hầu hết các loài mòng biển khác, chúng là loài rất thích sống thành bầy đàn kể cả mùa đông, khi ăn hoặc trong chỗ ngủ buổi tối. Nó không phải là một loài sống xa đất liền nên hiếm khi nhìn thấy ở vùng biển xa ngoài khơi.